# Two Guys from Milwaukee
Pour plus de détails, voir Fiche technique et Distribution.
Two Guys from Milwaukee est un film américain en noir et blanc réalisé par David Butler, sorti en 1946.

## Synopsis
Un prince des Balkans, Henry, veut voir par lui-même à quoi ressemble réellement l'Amérique. Il débarque à New York, résolu à voir comment vit et travaille un Américain « ordinaire ». Comme ses compagnons de voyage ignorent son projet audacieux, il doit s'enfuir. Il prend un taxi et fait la connaissance du chauffeur, Buzz Williams, à qui il dit être originaire de Milwaukee. Mais il s'avère que le chauffeur de taxi est né et a grandi là-bas, ce qui rend plus difficile à Henry de maintenir son mensonge. Buzz invite Henry dans sa maison de Brooklyn et lui enseigne tout ce qu'il y a à savoir sur la vraie vie. Henry est présenté à la sœur de Buzz, Nan Evans, et à sa jeune fille, Peggy. Malheureusement pour Henry, il y a une photo de lui dans les journaux le lendemain, annonçant qu'il a été kidnappé.

## Fiche technique
- Titre : Two Guys from Milwaukee
- Réalisation : David Butler
- Scénario : I. A. L. Diamond et Charles Hoffman (en)
- Photographie : Arthur Edeson
- Montage : Irene Morra
- Musique : Friedrich Hollaender
- Lieu de tournage : aux Warner Brothers Burbank Studios de décembre 1945 à février 1946
- Société de production : Warner Bros.
- Pays de production : États-Unis
- Langue d'origine : Anglais américain
- Format : noir et blanc — 35 mm — 1,37:1 — son : mono
- Genre : comédie
- Durée : 90 minutes
- Date de sortie :
  - États-Unis : 26 juillet 1946

## Distribution
- Dennis Morgan : le prince Henry
- Joan Leslie : Connie Reed
- Jack Carson : Buzz Williams
- Janis Paige : Polly Pringle
- S. Z. Sakall : le comte Oswald
- Patti Brady : Peggy
- Rosemary DeCamp : Nan
- Tom D'Andrea : Happy
- John Ridgely : Mike Collins
- Patrick McVey (en) : Johnson
- Franklin Pangborn : le directeur de théâtre
- Francis Pierlot : Dr Bauer